# Ronde van Lombardije 1982
De Ronde van Lombardije 1982 was de 76e editie van deze eendaagse Italiaanse wielerwedstrijd die werd verreden op zaterdag 16 oktober 1982. Het parcours leidde van Milaan naar Como en ging over een afstand van 248 kilometer. 
De Italiaan Giuseppe Saronni won de sprint.

## Uitslag
| Plaats  | Naam                     | Ploeg                 | Tijd     |
| ------- | ------------------------ | --------------------- | -------- |
| Winnaar | Giuseppe Saronni         | Del Tongo-Colnago     | 6u05'07" |
| 2       | Pascal Jules             | Renault-Elf           | + z.t.   |
| 3       | Francesco Moser          | Famcucine-Campagnolo  | z.t.     |
| 4       | Jean-Luc Vandenbroucke   | La Redoute-Motobecane | z.t.     |
| 5       | Alfio Vandi              | Selle San Marco       | z.t.     |
| 6       | Gianbattista Baronchelli | Bianchi               | z.t.     |
| 7       | Jean-Marie Grezet        | Cilo-Aufina           | z.t.     |
| 8       | Hubert Seiz              | Cilo-Aufina           | z.t.     |
| 9       | Claude Criquielion       | Splendor-Wickes       | z.t.     |
| 10      | Hennie Kuiper            | DAF Trucks            | z.t.     |

1905 · 1906 · 1907 · 1908 · 1909 · 1910 · 1911 · 1912 · 1913 · 1914 · 1915 · 1916 · 1917 · 1918 · 1919 · 1920 · 1921 · 1922 · 1923 · 1924 · 1925 · 1926 · 1927 · 1928 · 1929 · 1930 · 1931 · 1932 · 1933 · 1934 · 1935 · 1936 · 1937 · 1938 · 1939 · 1940 · 1941 · 1942 · 1943 · 1944 · 1945 · 1946 · 1947 · 1948 · 1949 · 1950 · 1951 · 1952 · 1953 · 1954 · 1955 · 1956 · 1957 · 1958 · 1959 · 1960 · 1961 · 1962 · 1963 · 1964 · 1965 · 1966 · 1967 · 1968 · 1969 · 1970 · 1971 · 1972 · 1973 · 1974 · 1975 · 1976 · 1977 · 1978 · 1979 · 1980 · 1981 · 1982 · 1983 · 1984 · 1985 · 1986 · 1987 · 1988 · 1989 · 1990 · 1991 · 1992 · 1993 · 1994 · 1995 · 1996 · 1997 · 1998 · 1999 · 2000 · 2001 · 2002 · 2003 · 2004 · 2005 · 2006 · 2007 · 2008 · 2009 · 2010 · 2011 · 2012 · 2013 · 2014 · 2015 · 2016 · 2017 · 2018 · 2019 · 2020 · 2021 · 2022 · 2023 · 2024 · 2025